# Gmina Sõmerpalu
Gmina Sõmerpalu (est. Sõmerpalu vald) – gmina wiejska w Estonii, w prowincji Võru.
W skład gminy wchodzi:
- 1 miasto: Sõmerpalu.
- 34 wsie: Alakülä, Alapõdra, Haava, Haidaku, Haamaste, Hargi, Heeska, Horma, Hutita, Hänike, Järvere, Kahro, Keema, Kurenurme, Kärgula, Lakovitsa, Leiso, Liiva, Lilli-Anne, Linnamäe, Majala, Mustassaare, Mustja, Mäekülä, Osula, Pritsi, Pulli, Punakülä, Rauskapalu, Rummi, Sulbi, Sõmerpalu, Udsali, Varese.

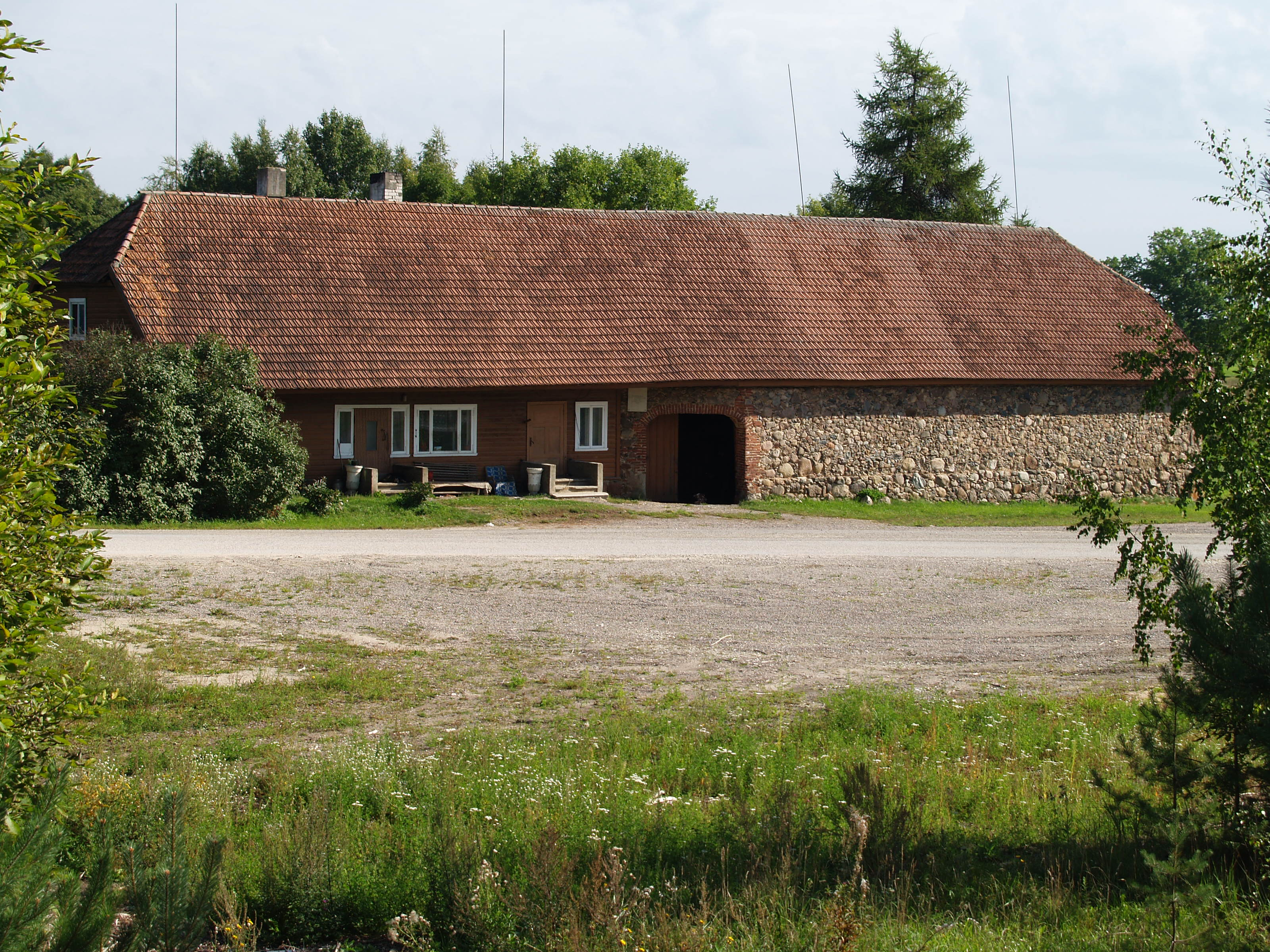
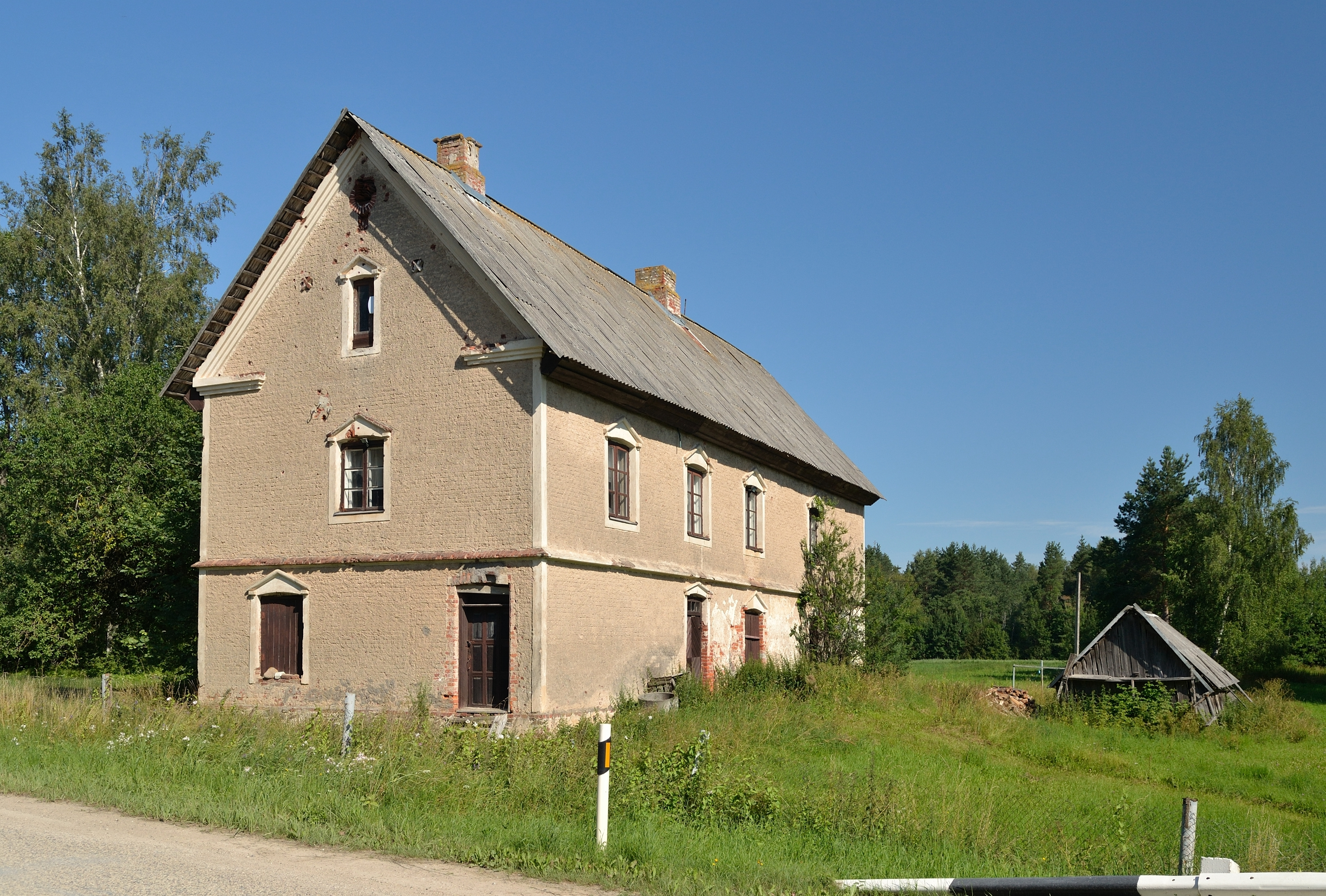
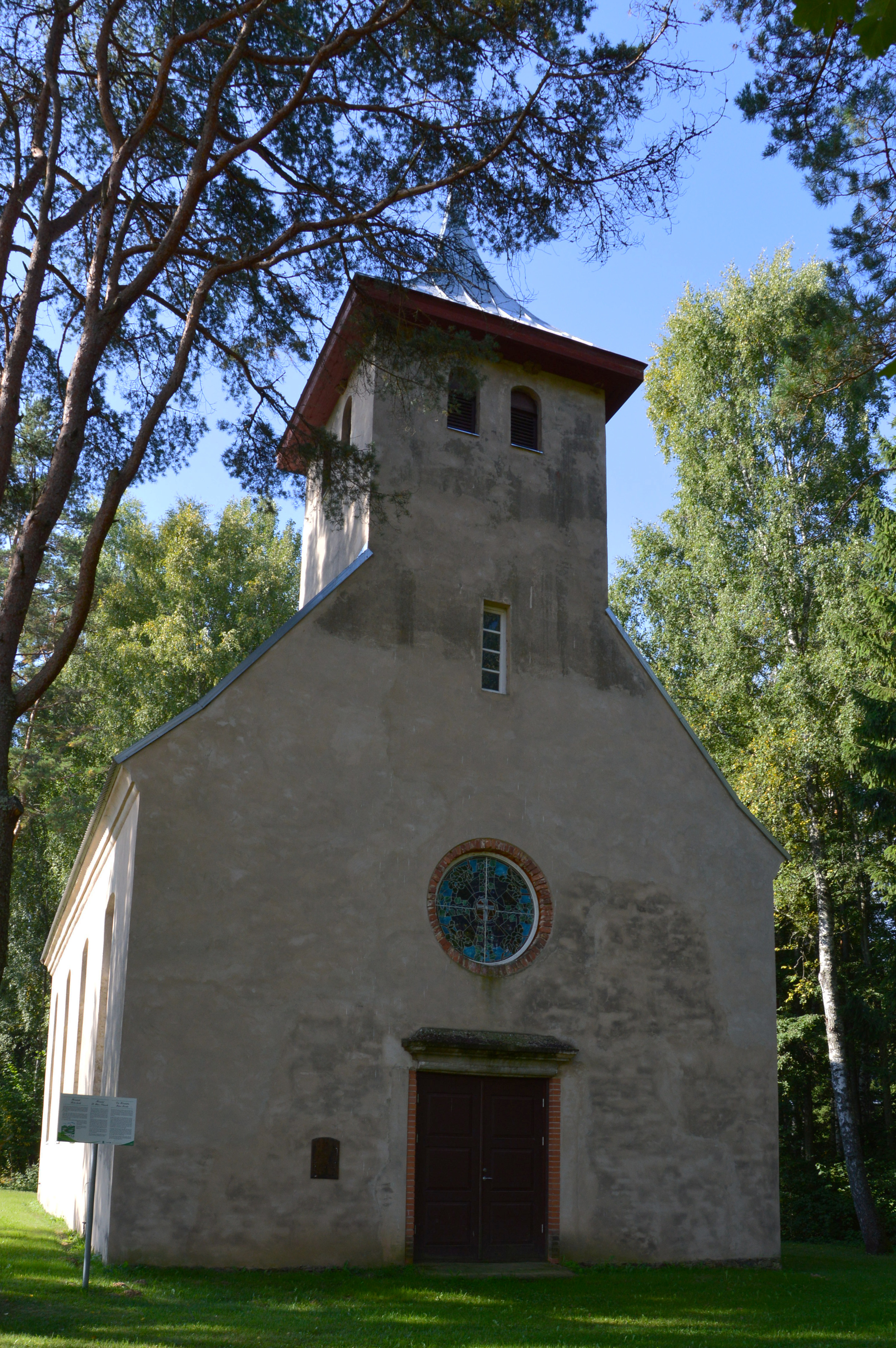
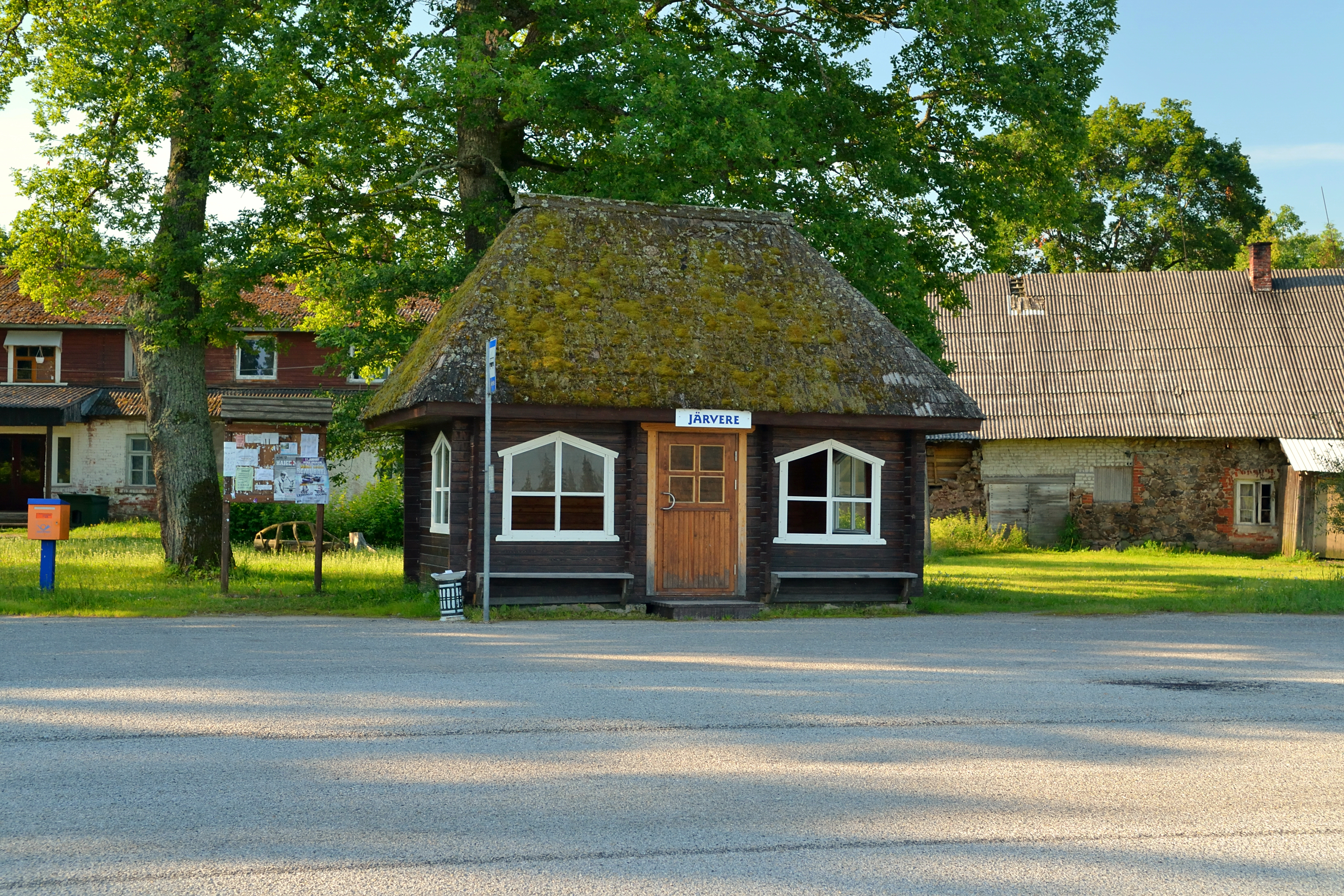